# Flammenmädchen
Flammenmädchen ist ein österreichischer Fernsehfilm aus der Landkrimi-Filmreihe aus dem Jahr 2021 von Catalina Molina mit Manuel Rubey und Stefanie Reinsperger in den Hauptrollen. Nach Drachenjungfrau (2016) und Das dunkle Paradies (2019) ist dies der dritte Fall mit den Ermittlern Martin Merana und Franziska Heilmayr im Bundesland Salzburg.
Premiere war am 10. Juni 2021 auf der Diagonale in Graz. Auf Flimmit wurde der Film am 14. Dezember 2021 veröffentlicht. Die Erstausstrahlung im ORF erfolgte am 21. Dezember 2021, im ZDF wurde der Film erstmals am 23. Mai 2022 gezeigt.

## Handlung
Seit mehreren Monaten kommt es zu Brandstiftungen, bei mehreren Bränden gehen Scheunen in Flammen auf. Der Brandstifter konnte bislang nicht ausgeforscht werden. Nachdem in den ausgebrannten Resten eines verlassenen Hauses eine verkohlte Leiche gefunden wird, zieht Polizistin Franzi Heilmayr Martin Merana vom Landeskriminalamt hinzu. Beim Opfer handelt es sich um den Salzburger BWL-Studenten Basti Moser, den Sohn des Feuerwehrkommandanten Andreas Moser, der die Leiche gefunden und identifiziert hat. Andreas Moser vermutet zunächst, dass die Tat gegen ihn gerichtet war. Basti hatte sich ein Semester freigenommen, um in der Baufirma seines Vaters ein eigenes Projekt zu betreuen.
Ein Mordmotiv hat unter anderem Kinderbuchlektorin Marlis Hochgatterer, die Martin Merana aus ihrer Jugendzeit kennt. Sie hatte den Mosers ein Grundstück verkauft, das anschließend in Bauland umgewidmet und um den 20-fachen Preis verkauft wurde. Nachdem Martin Meranas Großmutter versucht, ihn und Marlis zu verkuppeln, beginnen die beiden eine Affäre. Beim letzten Brand wurde derselbe Brandbeschleuniger wie bei den anderen Bränden verwendet, außerdem wurden Schuhabdrücke und Racing-Öl, ein spezielles Motorrad-Öl, am Tatort gefunden. Das toxikologische Gutachten ergibt, dass das Opfer unter dem Einfluss von KO-Tropfen stand.
Die Außenseiterin Sophie Fenks ist die Tochter von Hannes Fenks, dem Wirt vom Gasthaus Kirchenwirt. Sie wird von ihrem autoritären Vater schlecht behandelt und fühlt sich unsichtbar und unbeachtet. Nachdem Sophie zufällig von Franzi erfährt, dass beim letzten Brand Basti Moser ums Leben gekommen ist, ist sie am Boden zerstört. Außerdem entwendet sie von Franzi die Ermittlungsunterlagen, wird aber von Franzi erwischt. Sophie behauptet, dass es sich um eine Wette mit anderen Jugendlichen handelte, dass sie nicht den Mut habe, die Tasche der Polizistin zu stehlen. Andreas Moser führt die Ermittler auf die Spur von Theo Jagner, dem Betreiber einer Motorrad-Werkstätte, der angibt, dass in letzter Zeit immer wieder Motorrad-Öl aus seiner Werkstätte verschwunden ist. Nachdem er daraufhin vorübergehend in einer Gefängniszelle sitzt, während ein neuerlicher Brand ausbricht, ist er allerdings entlastet. Die neuerliche Inbrandsetzung wurde zwar von einem kleinen Mädchen beobachtet, dessen Aussage, dass sie eine weiße Maus gesehen habe, ist allerdings für die Ermittler zunächst nicht hilfreich.
In der Folge erfahren die Ermittler, dass Basti vor einiger Zeit einen Autounfall hatte, der Beifahrer, der Bruder von Theo Jagner, war auf der Stelle tot. Franziskas Vater, der frühere Postenkommandant Heilmayr, wurde von Andreas Moser bezahlt, um nicht weiter zu ermitteln. Während Moser weiter glaubt, dass sich jemand an ihm rächen wollte, nimmt Merana an, dass der Tod von Basti Moser nicht geplant war, sondern Basti nur zufällig zur falschen Zeit am falschen Ort war. Später fällt Franziska ein, dass am Rucksack von Sophie eine weiße Maus abgebildet ist. Sophie findet heraus, dass Theo Jagner eine Ortungs-Software auf ihrem Smartphone installiert hatte, um sie zu verfolgen. Sophie wurde von Theo Jagner benutzt. Er wusste, dass es sich bei ihr um die Brandstifterin handelt, seitdem er in ihrem Rucksack in der Werkstätte die Zutaten für einen Molotowcocktail gefunden hatte. Theo hatte den Brand für den Mord an Basti Moser genutzt, um sich für den Tod seines Bruders zu rächen und Basti die K.-o.-Tropfen verabreicht. Sophie und Theo werden festgenommen.

## Produktion
Die Dreharbeiten fanden vom 2. Februar bis zum 5. März 2021 im Land Salzburg statt. Drehorte waren unter anderem Golling, in Scheffau das Feuerwehrhaus und Werfen.
Produziert wurde der Film von der Epo-Film, beteiligt waren der Österreichische Rundfunk und das ZDF, unterstützt wurde die Produktion vom Fernsehfonds Austria und dem Land Salzburg.
Für das Kostümbild zeichnete Theresa Kopf verantwortlich, für das Szenenbild Bertram Reiter, für den Ton Klaus Kellermann und für das Maskenbild Marcus Zenaty und Regina Breitfellner.
Catalina Molina führte zum dritten Mal bei einem Salzburger Landkrimi Regie. Das Drehbuch schrieb nach Das dunkle Paradies erneut Sarah Wassermair, unter Mitarbeit von Catalina Molina und nach Motiven und Figuren von Manfred Baumann.

## Rezeption
Christian Ude meinte in der Kleinen Zeitung, dass es eineinhalb Stunden spannend bleibe, obwohl schon in den Eröffnungsszenen der Feuerteufel bzw. das Flammenmädchen dem Zuschauer offenbart wird. Die brillante Regie-Arbeit mit der fantastischen Kamera, einem fesselnden Cast sowie atmosphärischem Soundtrack sei mehr als ein Krimi – fast ein Psycho-Thriller, der sich zum lodernden Gesellschaftsdrama ausweite. Ein Landkrimi müsse nicht als Whodunit-Fall ausgerollt werden, um das Publikum bis zur letzten Minute in Atem zu halten. Die klassischen Erzählstränge des Genres würden mutig verlassen, um mit Lokalkolorit die Enge darzustellen, in die das Flammenmädchen hineingeboren wurde.
Oliver Armknecht vergab auf film-rezensionen.de vier von zehn Sternen. Der Film sei nicht spannend, brenzlige Situationen gebe es kaum, ebenso wenig Rätsel. Im Dramabereich sehe es ein wenig besser aus, aber nicht gut genug, um den Rest des überflüssigen Krimis zu rechtfertigen.
Volker Bergmeister dagegen bewertete den Film auf tittelbach.tv mit fünf von sechs Sternen und bezeichnete den Film als Krimi getarntes fesselndes, düsteres Familien- und Gesellschaftsdrama mit einer intensiven Geschichte. Nachdem die Täterin früh bekannt ist, beobachte man die Ermittler bei der Tätersuche und rätsle mit über das Motiv des jungen Mädchens. Der Film beziehe daraus seine enorme Spannung und aus der beklemmenden Atmosphäre, die Catalina Molina durch ihre Inszenierung erzeuge.
Quote
In Deutschland sahen den Film bei Erstausstrahlung im ZDF 4,47 Millionen Personen, der Marktanteil betrug 15,6 Prozent.

## Auszeichnungen und Nominierungen
Romyverleihung 2022
- Auszeichnung in der Kategorie beliebteste Schauspielerin Serie/Reihe (Stefanie Reinsperger)[18][19]
- Nominierung in der Kategorie Entdeckung weiblich (Annika Wonner)[20]
- Nominierung in der Kategorie Bester Film TV/Stream (Jakob und Dieter Pochlatko)[21]
- Nominierung in der Kategorie Beste Regie TV/Stream (Catalina Molina)

54. Fernsehpreis der Österreichischen Erwachsenenbildung
- Auszeichnung in der Kategorie Fernsehfilm, inklusive Serien, Fiction, Doku-Fiction, Edutainment – Catalina Molina (Drehbuch und Regie), Sarah Wassermair (Drehbuch) und Klaus Lintschinger (ORF-Redaktion)[22][23]

Deutscher Fernsehkrimipreis 2022
- Nominierung für den Wettbewerb[24]